# Antoine-Guillaume Ravets
Antoine-Guillaume Ravets o Ravils (Lovaina, 1758 - Anvers, 1827) fou un organista i compositor musical flamenc que tingué per mestre l'organista i compositor Mathias van den Gheyn, i ensems fou organista de l'església de Sant Jaume (St. James) de la seva ciutat natal; posteriorment aconseguí el mateix càrrec en l'església dels Agustins d'Anvers. Entre les seves composicions cal mencionar: De profundis a 2 veus, orgue i orquestra; Jesu corona virginum; Confiteatur, Vervum supernum, Tecum principum, Tecum principum, Juravit Dominus, Quis sicut Dominus, una missa de Rèquiem a 4 veus i petita orquestra, etc. Aquestes obres li donaren molta reputació a Bèlgica.